# Petrell de les Bonin
El petrell de les Bonin (Pterodroma hypoleuca) és un ocell marí de la família dels procel·làrids (Procellariidae), d'hàbits pelàgics que habita al Pacífic nord-occidental, criant a les illes Bonin, Vulcano i les més occidentals de les Hawaii.